# Protection (Kansas)
Protection é uma cidade localizada no estado americano de Kansas, no Condado de Comanche.

## Demografia
Segundo o censo americano de 2000, a sua população era de 558 habitantes.
Em 2006, foi estimada uma população de 527, um decréscimo de 31 (-5.6%).

## Geografia
De acordo com o United States Census Bureau tem uma área de
2,5 km², dos quais 2,5 km² cobertos por terra e 0,0 km² cobertos por água. Protection localiza-se a aproximadamente 564 m acima do nível do mar.

## Localidades na vizinhança
O diagrama seguinte representa as localidades num raio de 44 km ao redor de Protection.